# 大明野靛棵
大明野靛棵（学名：Mananthes damingensis）是爵床科野靛棵属的植物，是中国的特有植物。分布在中国大陆的广西等地，目前尚未由人工引种栽培。

## 别名
大明爵床（广西植物）